# Rogierówko
Rogierówko – wieś w Polsce położona w województwie wielkopolskim, w powiecie poznańskim, w gminie Rokietnica. Nazwa miejscowości pochodzi od imienia hrabiego Rogera Raczyńskiego, dziedzica nieodległego Kiekrza.

## Historia
W 1926 na łące rolnika Paczkowskiego, podczas kopania torfu, odnaleziono pozostałości osady kultury łużyckiej (m.in. ułomek naczynia, kości zwierzęce i pięcioboczny toporek kamienny).
W latach 1975–1998 miejscowość administracyjnie należała do województwa poznańskiego.

## Zabytki
We wsi zabytkowy, ośmioboczny, wiatrak holender z 1905 roku, o konstrukcji szkieletowej, obitej deskami, jedyny na ziemiach polskich posiadał dodatkowo napęd parowy. Wał napędowy jest zbudowany z egzotycznego drewna, a dzięki  zwartości olejków eterycznych zachowuje wilgotność i naoliwia całe urządzenie. Elementy mechanizmu łączyła lina z włókien konopi i sierści wielbłąda. Obecnie znajduje się w nim punkt etnograficzny Muzeum Pierwszych Piastów na Lednicy. W latach 80. XX wieku wiatrak był remontowany, ale jego śmigło nie funkcjonuje.